# Jan Koprivec
Jan Koprivec, slovenski nogometaš, * 15. julij 1988, Koper.

## Kariera
Jan Koprivec je svojo nogometno kariero začel pri domačem klubu FC Koper. Poleti 2007 je skupaj z Jasminom Handanovićem odšel v Italijo, kjer je podpisal pogodbo s klubom Cagliari Calcio, za katerega je zaigral v prvem kolu ter začetku drugega kola Coppa Italie 2007-08. 
Julija 2008 je Koprivec prestopil v Udinese. V ligi je za Udinese prvič nastopil 22. marca 2009 proti Genoi.
17. avgusta 2009 je bil posojen klubu iz Serie B, Gallipoliju. Za ta klub je prvič nastopil štiri dni po prestopu, ko je Gallipoli igral proti klubu Ascoli Calcio 1898.
Štiri sezone je bil član nogometnega kluba Udinese v italijanski Serie A, kot zamenjava za prvega vratarja slovenske reprezentance, Samirja Handanoviča.
V letu 2010 je moral končati svoje obdobje v slovenski mladi reprezentanci in še istega leta ga je selektor Matjaž Kek vpoklical v člansko reprezentanco. Bil je že v širšem izboru za svetovno prvenstvo v Južni Afriki, a nato na slednje ni odpotoval. V kvalifikacijah slovenske reprezentance za Evropsko prvenstvo v Ukrajini in na Poljskem je nastopal kot 3.vratar za obema bratrancema Handanović. 14. novembra 2016 je debitiral v slovenski reprezentanci na prijateljski tekmi proti Poljski v Vroclavu.